# Jiří Šindler (1938–2022)
Jiří Šindler (4. března 1938 Brno-Královo Pole – 2. února 2022 Hradec Králové) byl český malíř, grafik a ilustrátor.

## Životopis
Jiří Šindler se narodil v Brně a prožil zde dětství a mládí. Jako absolvent gymnázia vystudoval Vyšší pedagogickou školu v Brně, obor výtvarná výchova a český jazyk. V roce 1961 nastoupil na umístěnku jako učitel na Základní školu Zálabí v Hradci Králové. Pedagogem nebyl dlouho. Již v roce 1964 pracoval jako výtvarník v hradecké Krajské galerii a později v Okresním kulturním středisku. Během roku 1977 se věnoval výtvarné tvorbě ve svobodnému povolání. Byl členem Unie výtvarných umělců oblastního sdružení v Hradci Králové.
Na jaře roku 2018 oslavil své kulaté životní jubileum výstavou ve Východočeském divadle v Pardubicích. Prezentoval zde obrazy z posledního desetiletí tvorby, symboly krajin a různé životní situace.
Jeho dcera je výtvarnice Lucie Staňková (*1966).

### Tvorba
Již během práce v Krajské galerii se zúčastnil výstav mladých výtvarníků. V průběhu svého profesního života se výtvarně realizoval v oblasti volného i užitého umění. Jeho tvorba obsáhla malbu, grafiku, bibliofilské tisky, knižní ilustrace, ex libris. Navrhoval plastiky do veřejného prostoru, mozaiky, ale také art protisy.
Uspořádal kolem stovky samostatných výstav doma i v zahraničí. Témata obrazů spojovala sny s realitou. Zobrazoval tajemství dálek nebo útočiště před světem násilí. Téma zahrad propojoval umělec se světem dívek. K častým patřily také kompozice města Hradce Králové.
Jeho práce jsou známé i v zahraničí. Vystavoval například na  mezinárodních výstavách a bienále exlibris v Belgii, Polsku, Slovensku, Holandsku a Japonsku. Svojí tvorbou obohatil  soukromé sbírky v Anglii, Rakousku, Německu, Švédsku, Švýcarsku, Francii a na Filipínách.
V roce 1998 získal ocenění „Hradecká múza“ od rady města Hradec Králové za přínos kulturnímu životu města. V roce 2000 vyšla v nakladatelství Garamon jeho monografie.

### Významnější realizace do veřejných prostor
- 1968 – restaurace Horal Harrachov – art protis
- 1971 – Čedok Liberec – art protis a plastika
- 1972 – Čedok Dunajská Streda – závěsná plastika
- 1973 – Čedok Prostějov – art protisy
- 1974 – Čedok Přerov – plastika
- 1974 – Bystré u poličky – fontána
- 1975 – pošta Labská Hradec Králové – mozaika
- 1975 – svatební síň Chlumec nad Cidlinou – art protis
- 1976 – hotel Hostinné – kovaná mříž
- 1976 – ZDŠ Pouchov Hradec Králové – fontána
- 1977 – svatební síň Rychnov nad Kněžnou – art protis
- 1979 – Povodí Labe Hradec Králové – art protisy
- 1980 – Obchodní středisko Jevíčko – mozaiky
- 1982 – Jídelna Benecko – mozaika
- 1985 – Škola v přírodě Světlá nad Sázavou – mozaika
- 1987 – ČSPLO Děčín – mozaika
- 1990 – ČSPLO Chvaletice – mozaika
- 1991–93 – ČSPLO Magdeburg – mozaika, gobelín, obrazy

### Bibliofilské tisky
- Ray Bradbury – Marťanská kronika 1972
- E. A. Poe – Povídky, cyklus – 1972
- J. L. Borges – Artefakty – 1973
- J. A. Rimbaud – Opilý koráb – 1974
- W. Shakespeare – Motivy – cyklus leptů – 1979
- E. A. Poe – Básně – lepty – 1983
- J. Prévert – Je-li život náhrdelník – 1989
- J. Šindler – Les – cyklus 12 leptů ex libris – 1991
- j. Šindler – Mozarteana – 7 leptů – 1991
- Ch. Baudelaire – Květy zla – soubor leptů – 1997
- J. Šindler – Hradec Králové – soubor leptů - 1998
- J. Šindler – Hradec Králové – soubor leptů - 2000
- J. Šindler – Hradec Králové – soubor leptů – 2006
- F. Halas – Mladé ženy – soubor leptů - 2009

## Citát
| „              | Obraz zahrady je odvěkou součástí lidského mýtu – od rajské zahrady, zahrady antických bájí, přes zahrady pohádek tisíce a jedné noci, až k Trnkově zahradě dětství tvoří motiv zahrady magiky přitažlivou verzi přírody, vytvořenou člověkem a přesto tajemnou, žijící si vlastním životem, v níž se může odehrát vše. Doslova vše. Až k zahradám ticha, kde člověk nachází spojení se zemí. | “ |
| — Jiří Šindler | |   |